# Taylor Dent
Taylor Phillip Dent (ur. 24 kwietnia 1981 w Newport Beach) – amerykański tenisista, reprezentant w Pucharze Davisa, olimpijczyk z Aten (2004).
Prywatnie, w grudniu 2006 roku, Dent poślubił amerykańską tenisistkę, Jennifer Hopkins. Wśród zaproszonych gości znaleźli się m.in. Marija Szarapowa, Nick Bollettieri, Jan-Michael Gambill, Tommy Haas, Mashona Washington. W styczniu 2010 roku urodził mu się syn, Declan.

## Kariera tenisowa
Karierę tenisową Dent rozpoczął w 2000 roku. Początkowo grywał w turniejach z serii ITF Futures oraz ATP Challenger Tour. Pierwszy finał singlowy rozgrywek z cyklu ATP World Tour Amerykanin rozegrał w lipcu 2002 roku w Newport, gdzie w finale pokonał w trzech setach Jamesa Blake’a.
W 2003 roku Dent wygrał trzy turnieje, najpierw w lutym w Memphis, po zwycięstwie w finale nad Andym Roddickiem, potem we wrześniu w Bangoku oraz Moskwie. W tym samym roku Dent zadebiutował w reprezentacji USA podczas rywalizacji z Chorwacją w Pucharze Davisa. Swój singlowy pojedynek przegrał jednak z Mario Ančiciem. Był to zarazem jedyny występ Denta w zespole amerykańskim.
Kolejny finał jaki Dent rozegrał miał miejsce w październiku 2004 roku w Tokio. Mecz finałowy przegrał jednak z Jiřím Novákiem. W tym samym roku Amerykanin osiągnął również finał gry podwójnej w Pekinie, ale w finale nie sprostał Justinowi Gimelstobowi i Graydonowi Oliverowi. Partnerem deblowym Denta był wówczas Alex Bogomolov Jr. W sierpniu Dent wystąpił w konkurencji gry pojedynczej na igrzyskach olimpijskich w Atenach zajmując 4. miejsce. Mecz półfinałowy z Nicolásem Massú przegrał w dwóch setach, a rywalizację o brązowy medal 4:6, 6:2, 14:16 z Fernandem Gonzálezem nie wykorzystując w ostatnim secie dwóch piłek meczowych.
Na początku sezonu 2005 Amerykanin dotarł do finału zawodów w Adelaide, lecz przegrał z Joachimem Johanssonem, a w sierpniu doszedł do finału w Indianapolis, gdzie uległ Robby’emu Ginepriiemu.
W styczniu 2006 roku Dent wygrał wspólnie z Lisą Raymond Puchar Hopmana. W rundzie finałowej rywalami Amerykanów byli reprezentanci Holandii w składzie Peter Wessels i Michaëlla Krajicek. W singlu Dent pokonał Wesselsa, natomiast w deblu razem z Raymond również był lepszy od holenderskiej pary. W lutym doznał kontuzji prawej nogi, a także przeszedł operację kręgosłupa, które uniemożliwiły mu grę aż do maja 2008 roku. Od tego czasu grywał głównie w turniejach kategorii ATP Challenger Tour, wygrywając imprezy m.in. w Tulsi i Knoxville.
Dnia 8 listopada 2010 roku Dent ogłosił zakończenie kariery tenisowej, w trakcie której jego zarobki przekroczyły kwotę dwóch i pół miliona dolarów. Najwyżej sklasyfikowany w rankingu singlistów był na 21. miejscu w sierpniu 2005 roku, z kolei w zestawieniu deblistów w sierpniu 2001 roku zajmował 170. pozycję. Dent znany był z bardzo silnego serwisu, a także skutecznego woleju. Na tych dwóch elementach opierała się taktyka gry Amerykanina.

### Finały w turniejach ATP World Tour
| Legenda                                      |
| -------------------------------------------- |
| Wielki Szlem                                 |
| Igrzyska olimpijskie                         |
| Tennis Masters Cup / ATP Finals              |
| ATP Masters Series / ATP Tour Masters 1000   |
| ATP International Series Gold / ATP Tour 500 |
| ATP International Series / ATP Tour 250      |

#### Gra pojedyncza (4–3)
| Końcowy wynik | Nr | Data                 | Turniej      | Nawierzchnia    | Przeciwnik          | Wynik finału      |
| Zwycięzca     | 1. | 14 lipca 2002        | Newport      | Trawiasta       | James Blake         | 6:1, 4:6, 6:4     |
| Zwycięzca     | 2. | 23 lutego 2003       | Memphis      | Twarda (hala)   | Andy Roddick        | 6:1, 6:4          |
| Zwycięzca     | 3. | 28 września 2003     | Bangkok      | Twarda (hala)   | Juan Carlos Ferrero | 6:3, 7:6          |
| Zwycięzca     | 4. | 5 października 2003  | Moskwa       | Dywanowa (hala) | Sarkis Sarksjan     | 7:6, 6:4          |
| Finalista     | 1. | 10 października 2004 | Tokio        | Twarda          | Jiří Novák          | 7:5, 1:6, 3:6     |
| Finalista     | 2. | 9 stycznia 2005      | Adelaide     | Twarda          | Joachim Johansson   | 5:7, 3:6          |
| Finalista     | 3. | 24 lipca 2005        | Indianapolis | Twarda          | Robby Ginepri       | 6:4, 0:6, 0:3, k. |

#### Gra podwójna (0–1)
| Końcowy wynik | Nr | Data             | Turniej | Nawierzchnia | Partner            | Przeciwnicy w finale            | Wynik finału     |
| Finalista     | 1. | 19 września 2004 | Pekin   | Twarda       | Alex Bogomolov Jr. | Justin Gimelstob Graydon Oliver | 6:4, 4:6, 6:7(6) |

### Starty wielkoszlemowe (gra pojedyncza)
| Turniej         | 1998 | 1999 | 2000 | 2001 | 2002 | 2003 | 2004 | 2005 | 2006 | 2007 | 2008 | 2009 | 2010 | Wygrane turnieje | Bilans w turnieju |
| --------------- | ---- | ---- | ---- | ---- | ---- | ---- | ---- | ---- | ---- | ---- | ---- | ---- | ---- | ---------------- | ----------------- |
| Australian Open | –    | –    | –    | –    | 3R   | –    | 3R   | 3R   | 1R   | –    | –    | 1R   | 2R   | 0 / 6            | 7–6               |
| French Open     | –    | –    | –    | –    | –    | 1R   | 1R   | –    | –    | –    | –    | –    | 2R   | 0 / 3            | 1–3               |
| Wimbledon       | –    | –    | 1R   | 2R   | 3R   | 1R   | 3R   | 4R   | –    | –    | –    | 1R   | 2R   | 0 / 8            | 9–8               |
| US Open         | 2R   | 1R   | 1R   | 2R   | 1R   | 4R   | 2R   | 3R   | –    | –    | –    | 3R   | 2R   | 0 / 10           | 11–10             |
| Bilans spotkań  | 1–1  | 0–1  | 0–2  | 2–2  | 4–3  | 3–3  | 5–4  | 7–3  | 0–1  | –    | –    | 2–3  | 4–4  | N/A              | 28–27             |